# Czesława Konopka

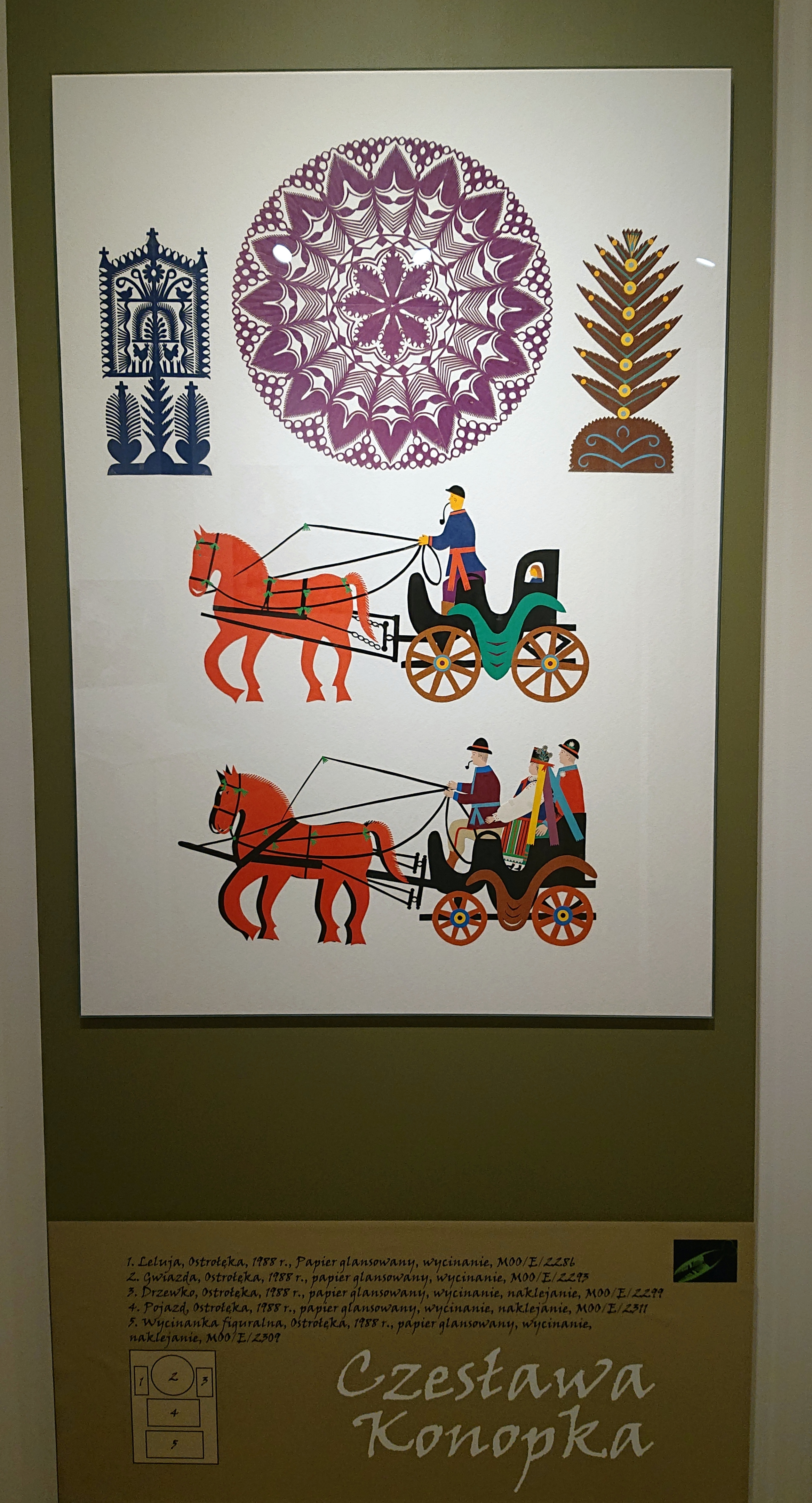
Wycinanki Czesławy Konopki na wystawie w Muzeum Kultury Kurpiowskiej w Ostrołęce

Czesława Konopka (ur. 16 kwietnia 1925 w Tatarach, zm. 12 maja 1993 w Ostrołęce) – kurpiowska twórczyni ludowa, wycinankarka, hafciarka, tkaczka, pisankarka z Puszczy Zielonej. Uznawana za najpopularniejszą polską wycinankarkę.

## Życiorys
Twórczością artystyczną zajmowała się od wczesnego dzieciństwa, pomagając matce i rodzeństwu w przystrajaniu izb i ucząc się od nich różnych dziedzin rękodzieła artystycznego. Zajmowała się wycinanką oraz haftem, a poza tym zdobieniem pisanek, robieniem kwiatów i palm z bibuły, tkaniem tkanin, wypiekiem obrzędowego pieczywa (byśki), robieniem kierców, firanek z papieru i świątecznych ozdób. Była artystką o dużej inwencji twórczej. Najwyższy poziom techniczny osiągnęła w wycinankarstwie, tworząc mnóstwo motywów zdobniczych o wyjątkowo delikatnych cięciach. Wycinała „leluje”, „gwiazdy”, „drzewka życia”, „karety z końmi”, ptaki (koguty i pawie). Siostra Czesławy, Stanisława Niedźwiedzka, również została uznaną wycinankarką.
Czesława ukończyła siedmioklasową szkołę podstawową. Przez rok pracowała w rodzinnej wsi w przedszkolu założonym przez proboszcza parafii Kadzidło, ks. Mieczysława Mieszkę. Na wystawie i konkursie sztuki kurpiowskiej w Kadzidle, zorganizowanych w 1948 i popieranych przez propagatorów sztuki ludowej (Zofia Czasznicka, Janina Orynżyna, Halina Nowosadowa, Janina Stankiewiczowa, Kazimierz Pietkiewicz) za wycinanki Konopkównie przyznano III miejsce (I przyznano jej matce). W kolejnym roku na konkursie na wystrój chaty kurpiowskiej zajęła I miejsce. Dom Konopków w Tatarach stał się żywym muzeum, które do pożaru w 1969 odwiedzali turyści z kraju i zagranicy. 
W latach 1950–1978 pracowała w Spółdzielni CPLiA „Kurpianka” w Kadzidle, która powstała na fali popularyzacji sztuki kurpiowskiej. Początkowo Konopka była chałupniczką, później wypracowała funkcję inspektorki nadzoru artystycznego. Współpracowała z Instytutem Wzornictwa Przemysłowego, przenosząc wzory z wycinanek i pisanek na tkaniny. W 1975 pomagała organizować Muzeum Okręgowe w Ostrołęce (dziś Muzeum Kultury Kurpiowskiej). Była inicjatorką i współorganizatorką imprez regionalnych, np. Palma Kurpiowska w Łysych i Kurpiowskie Dni Folkloru.
Uczestniczyła w wielu regionalnych i ogólnopolskich konkursach i wystawach sztuki ludowej (Pułtusk, Myszyniec, Warszawa, Łowicz, Kolno, Ostrołęka, Toruń), zdobywając najwyższe nagrody. Pojawiała się na Cepeliadach w Warszawie, na targach i pokazach sztuki ludowej (Kraków, Kazimierz Dolny, Płock, Poznań, Białystok). Jej wycinanki pojawiały się na zagranicznych wystawach polskiej sztuki ludowej (Londyn, Breda, Rzym, Moskwa, Berlin, kilkukrotnie Dania, Szwecja, Japonia, RFN, Szwajcaria, Meksyk, Zjednoczone Emiraty Arabskie, Chiny, USA, Tajlandia, Grecja, Singapur, Izrael), w których często osobiście brała udział, pokazując na żywo sztukę wycinankarską. Miała wystawę indywidualną Czesława Konopka – artystka ludowa z Puszczy Zielonej, pokazaną w Warszawie w latach 1972–1973, powtórzoną w Krakowie i w Szwajcarii. Łącznie brała udział w ponad 40 konkursach sztuki ludowej. Wyjeżdżała za granicę 48 razy, by prezentować polską kulturę ludową.
Jej prace znajdują się w kolekcjach wszystkich większych muzeów etnograficznych w Polsce. Jej wyrobami dekorowano pomieszczenia i urzędy w Ostrołęce i Warszawie, sale szkolne i paraﬁalne, domy kultury. Z okazji otwarcia odbudowanego Zamku Królewskiego w Warszawie wraz z rodziną ofiarowała wyroby rękodzielnicze. Uczyła dzieci i młodzież podczas warsztatów w domach kultury, szkołach, przedszkolach, zakładach pracy. Występowała w telewizji, popularyzując twórczość kurpiowską.
Była założycielką i pierwszą prezeską Oddziału Kurpiowskiego Stowarzyszenia Twórców Ludowych. W latach 1968–1970 pełniła funkcję wiceprzewodniczącej Zarządu Głównego STL. Była członkinią Zespołu Pieśni i Tańca przy Spółdzielni CPLiA „Kurpianka” w Kadzidle.
Mieszkała w Kadzidle, a od 1978 w Ostrołęce w mieszkaniu, które otrzymała od prezydenta miasta Jędrzeja Nowaka w uznaniu zasług dla polskiej kultury.
Pochowano ją obok rodziców na cmentarzu parafialnym w Kadzidle.

## Wyróżnienia i odznaczenia
Była stypendystką Ministerstwa Kultury i Sztuki. W 1971 została odznaczona nagrodą III stopnia Ministra Kultury i Sztuki. W 1976 została laureatką Nagrody im. Oskara Kolberga. W 1979 uhonorowano ją Krzyżem Kawalerskim Orderu Odrodzenia Polski, a w 1981 Dyplomem Honorowym Ministra Spraw Zagranicznych. W 1986 otrzymała najwyższe odznaczenie przyznawane wówczas twórcom – „Zasłużony dla Kultury Narodowej”. 

## Upamiętnienie
W Kadzidle od 1979 w domu Konopków funkcjonowała Izba Kurpiowska. Czesława Konopka wraz z bratanicą Aleksandrą Oślicką wykonała wystrój do izby. Jej prowadzenie powierzyła bratankowi Tadeuszowi i jego małżonce Stanisławie Konopkom. W 1979 chata spłonęła. Po latach Konopkowie kupili dom i w nim z pomocą Czesławy Konopki odtworzyli wygląd wnętrza. Izba dziś nosi nazwę Izby Pamięci Czesławy Konopkówny.
W 2016 Związek Kurpiów apelował o nazwanie ulic we wsiach i miastach na terenie regionu nazwiskami ważnych dla Kurpiów postaci historycznych, wśród nich Czesławy Konopki.